# Edward Lindahl (konstnär)
Edward Lindahl, född 16 maj 1907 i Malmö, död 1986, var en svensk bokförare

## Biografi
Lindahl blev främst känd som skämttecknare i Expressen och Söndagsnisse-Strix.
Han var son till bankdirektören William Lindahl och Henriette Beata Jungbeck och från 1941 gift med Majken Maria Elisabet Nelson. Han studerade konst för Moritz Heyman i München och Wien under senare delen av 1920-talet verkade han ett tjugotal år som frilansare, och medarbetade bland annat i Söndagsnisse-Strix. År 1941 kom han som tidningstecknare till Nya Dagligt Allehanda och var 1944 med om att starta tidningen Expressen där han medverkade med politiska och kulturella tecknade kommentarer fram till sin pensionering.
Med sin eleganta, träffsäkra penna räknas Lindahl till eliten bland de svenska idétecknarna. Han har också verkat som bokillustratör och skulptör. Under 1930-talet började han även verka som träsnidare. Dessutom gjorde han scenografi och medverkade i olika film- och kontinuitets-tv serier samt i radioprogram. Förutom politisk tecknare var han aktiv som natur- och fågeltecknare. Målningarna och skulpturerna finns i enstaka exemplar; småfigurerna i massupplaga har blivit samlarobjekt.
1942 utgav han Ett år Lindahl: Ett urval.
Under 1940-talet var han en pådrivande nazistmotståndare. 
.
Åren 1959-1963 var han ordförande i Föreningen Svenska Tecknare, FST. 
Lindahl finns representerad på bland annat Nationalmuseum, Moderna museet, Malmö museum, Eskilstuna konstmuseum samt med en större samling på Teckningsmuseet i Laholm.

## Priser och utmärkelser
- 1974 – Knut V. Pettersson-stipendiet